# Saison 2009 des Rays de Tampa Bay
La Saison 2009 des Rays de Tampa Bay est la 12e saison en ligue majeure pour cette franchise. Avec 84 victoires pour 78 défaites, les Rays terminent troisièmes de la Division Est de la Ligue américaine.

## Intersaison

### Arrivées
- Jason Isringhausen, en provenance des Cardinals de Saint-Louis.
- Lance Cormier, en provenance des Orioles de Baltimore.
- Joe Nelson, en provenance des Marlins de la Floride.
- Brian Shouse, en provenance des Brewers de Milwaukee.
- Pat Burrell, en provenance des Phillies de Philadelphie.
- Matt Joyce, en provenance des Tigers de Detroit.
- Gabe Kapler, en provenance des Brewers de Milwaukee.
- Randy Choate, en provenance des Brewers de Milwaukee (ligues mineures).

### Grapefruit League
Basés au Charlotte Sports Park à Port Charlotte. en Floride, les Rays disputent 31 matches de pré-saison entre le 25 février et le 1er avril.
La préparation de la saison s'achève par deux matches amicaux disputés au Citizens Bank Park de Philadelphie face aux Phillies les 3 et 4 avril.

## Saison régulière

### Classement
| Ligue américaine (Division Est) | V   | D  | %    | GB |
| ------------------------------- | --- | -- | ---- | -- |
| Yankees de New York             | 103 | 59 | .636 | -- |
| Red Sox de Boston               | 95  | 67 | .586 | 8  |
| Rays de Tampa Bay               | 84  | 78 | .519 | 19 |
| Blue Jays de Toronto            | 75  | 87 | .463 | 28 |
| Orioles de Baltimore            | 64  | 98 | .395 | 39 |

### Résultats

#### Avril
L'ouverture est programmée à Fenway Park le 6 avril face aux Red Sox de Boston. Ce match d'ouverture est finalement reporté au lendemain en raison de mauvaises conditions météorologiques (pluie).

#### Octobre
B. J. Upton est le premier joueur de la franchise à réussir un cycle. Il signe cette performance le 2 octobre contre les Yankees de New York.